# جيم يفبفر
جيم يفبفر (بالإنجليزية: Jim Lefebvre)‏ هو لاعب كرة قاعدة أمريكي، ولد في 7 يناير 1942 في إنغليووود في الولايات المتحدة.

## وصلات خارجية
- جيم يفبفر على موقع الدوري الياباني لكرة القاعدة (الإنجليزية)
- جيم يفبفر على موقعبيزبول رفرنس.كوم (الدوري الرئيسي) (الإنجليزية)
- جيم يفبفر على موقعبيزبول رفرنس.كوم (الدوري الثانوي) (الإنجليزية)
- جيم يفبفر على موقع مشجعي الرسوم البيانية (الإنجليزية)
- جيم يفبفر على موقع أوليمبيديا (الإنجليزية)
- جيم يفبفر على موقع IMDb (الإنجليزية)